# ハゼノキ
ハゼノキ（櫨の木・櫨・黄櫨の木・黄櫨、学名: Toxicodendron succedaneum）はウルシ科ウルシ属の落葉小高木。単にハゼとも言う。東南アジアから東アジアの温暖な地域に自生する。秋に美しく紅葉することで知られ、ウルシほどではないがかぶれることもある。日本には、果実から木蝋（Japan wax）を採取する資源作物として、江戸時代頃に琉球王国から持ち込まれ、それまで木蝋の主原料であったウルシの果実を駆逐した。

## 名称
「ハゼ」は古くはヤマウルシのことを指し、紅葉が埴輪の色に似ていることから、和名を埴輪をつくる工人の土師（はにし）とし、それが転訛したといわれている。
別名にリュウキュウハゼ、ロウノキ、トウハゼなど。果実は薩摩の実とも呼ばれる。中国名は、野漆 （別名：木蠟樹）。

## 分布・生育地

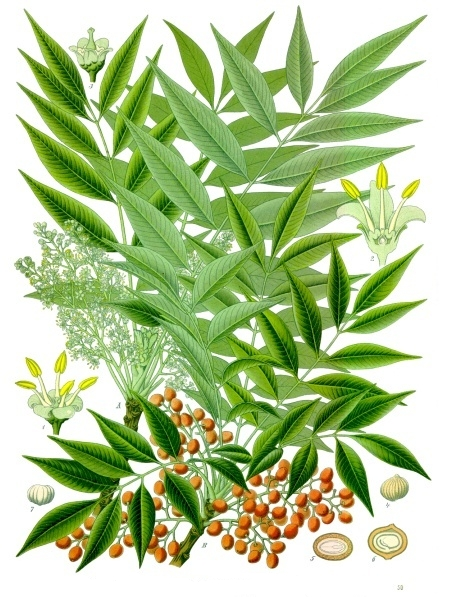
ハゼノキ （イラスト）

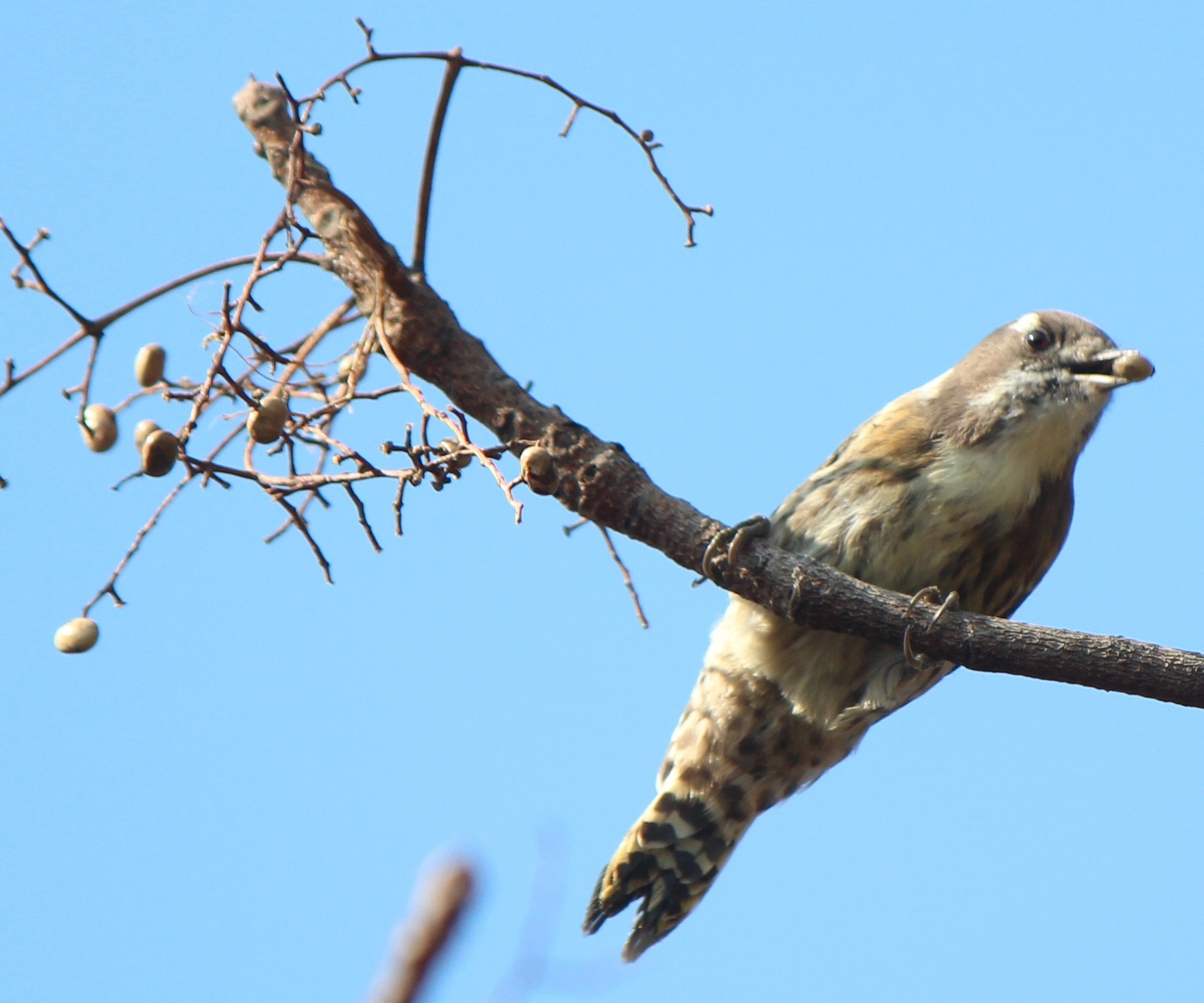
果実を食べるキツツキの仲間のコゲラ

日本では本州の関東地方南部以西、四国、九州・沖縄、小笠原諸島のほか、朝鮮半島南西沖の済州島、台湾、中国、東南アジアに分布する。低地で、暖地の海に近い地方に多く分布し、山野に生え、植栽もされている。日本の山野に自生しているものは、かつて果実から蝋を採るために栽培していたものが、それが野生化したものが多いともいわれる。寒さには弱く、明るい場所を好む性質があり、街中の道端に生えてくることもある。ときに、庭の植栽としても見られる。

## 特徴
雌雄異株の落葉広葉樹の小高木から高木で、樹高は5 - 10メートル (m) ほどになる。樹皮は灰褐色から暗赤色で、縦に裂けてやや網目状の模様になる。一年枝は無毛で太く、縦に裂ける皮目がある。
葉は奇数羽状複葉で9 - 15枚の小葉からなる。小葉は少し厚くて細長く、長さ5 - 12センチメートル (cm) の披針形で先端が尖る。小葉のふちは鋸歯はついていない。表面は濃い緑色で光沢があるが、裏面は白っぽい。葉軸は少し赤味をおびることがある。秋には常緑樹に混じって、ウルシ科特有の美しい真っ赤な色に紅葉するのが見られる。秋にならないうちに、小葉の1 - 2枚だけが真っ赤に紅葉することもある。
花期は5 - 6月、花は葉の付け根から伸びた円錐花序で、枝先に黄緑色の小さな花を咲かせる。雄花、雌花ともに花弁は5枚。雄花には5本の雄しべがある。雌しべは3つに分かれている。
秋に直径5 - 15ミリメートル (mm) ほどの扁平な球形の果実が熟す。果実の表面は光沢があり無毛。未熟果実は緑色であり、熟すと黄白色から淡褐色になる。中果皮は粗い繊維質で、その間に高融点の脂肪を含んだ顆粒が充満している。冬になると、カラスやキツツキなどの鳥類が高カロリーの餌として好んで摂取し、種子散布に寄与する。核は飴色で強い光沢があり、俗に「きつねの小判」、若しくは「ねずみの小判」と呼ばれる。
冬芽は互生し、頂芽は円錐状で肉厚な3 - 5枚の芽鱗に包まれており、側芽のほうは小さな球形である。落葉後の葉痕は心形や半円形で、維管束痕が多数見える。
個人差はあるものの、樹皮や葉に触れても普通はかぶれを起こさないが、葉や枝を傷つけると出てくる白い樹液が肌に触れると、ひどくかぶれをおこす。また、枝や葉を燃やしたときに出る煙でも、かぶれることがある。
よく似ている樹種にヤマハゼ（Toxicodendron sylvestre）があり、ヤマハゼは葉の両面に細かい毛が生えていて、紅葉が赤色から橙色で、鮮やかさはハゼノキよりも劣る印象がある。ハゼノキは葉の表裏ともに毛がない点で、日本に古来自生するヤマハゼと区別できる。

## 利用

### 果実
果実を蒸して圧搾して採取される高融点の脂肪、つまり木蝋は、和蝋燭（Japanese candle）、坐薬や軟膏の基剤、ポマード、石鹸、クレヨン、化粧品などの原料として利用される。日本では、江戸時代に西日本の諸藩で木蝋をとる目的で盛んに栽培された。また、江戸時代中期以前は時としてアク抜き後焼いて食すほか、すり潰してこね、ハゼ餅（東北地方のゆべしに近いものと考えられる）として加工されるなど、救荒食物としての利用もあった。現在も、食品の表面に光沢をつけるために利用される例がある。20世紀に入り安価で大量生産可能な合成ワックスにより、生産が低下したが、近年合成ワックスにはない粘りや自然品の見直し気運などから需要が増えてきている。

### 木材
木材は、ウルシと同様心材が鮮やかな黄色で、工芸品、細工物、和弓、櫨染（はじぞめ）などに使われる。櫨染は、ハゼノキの黄色い芯材の煎じた汁と灰汁で染めた深い温かみのある黄色である。なお、日本の天皇が儀式に着用する櫨染の黄櫨染御袍（こうろぜんのごほう）の色素原料は同じウルシ属のヤマハゼになる。

## 主な種類

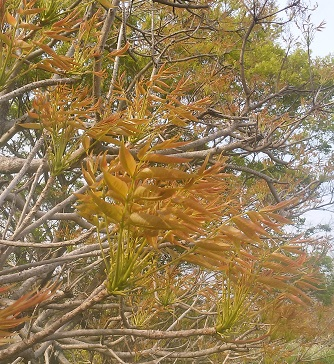
春芽吹く様子

ブドウハゼ（葡萄櫨）
美しい黄緑色の木蝋が採取でき、融点が高いため、和蝋燭の上掛け蝋（手がけ和蝋燭の一番外側にかける蝋）として利用される。和歌山県海草郡紀美野町原産。
ショウワフクハゼ（昭和福櫨）

通常、櫨に含まれる蝋分は20%程度であるが、この櫨の実に占める蝋分は30～35%と圧倒的に高いため、採取効率が最も良いとされる。長崎県島原市原産。
マツヤマハゼ（松山櫨）
美しい黄緑色の木蝋を採取することができる。福岡県久留米市原産。伊吉櫨の育種母材。
イキチハゼ（伊吉櫨）
松山櫨から品種改良されたもの。福岡県小郡市が育成地。育成者は内山伊吉。他の櫨に比べて隔年結果の差が小さいため、毎年安定的に採取できる利点を持つ。現在、九州地方にある木蝋に利用される多くはこの伊吉櫨である。主産地は熊本県水俣市。
オウハゼ（王櫨）
愛媛県の優良品種

## 歴史

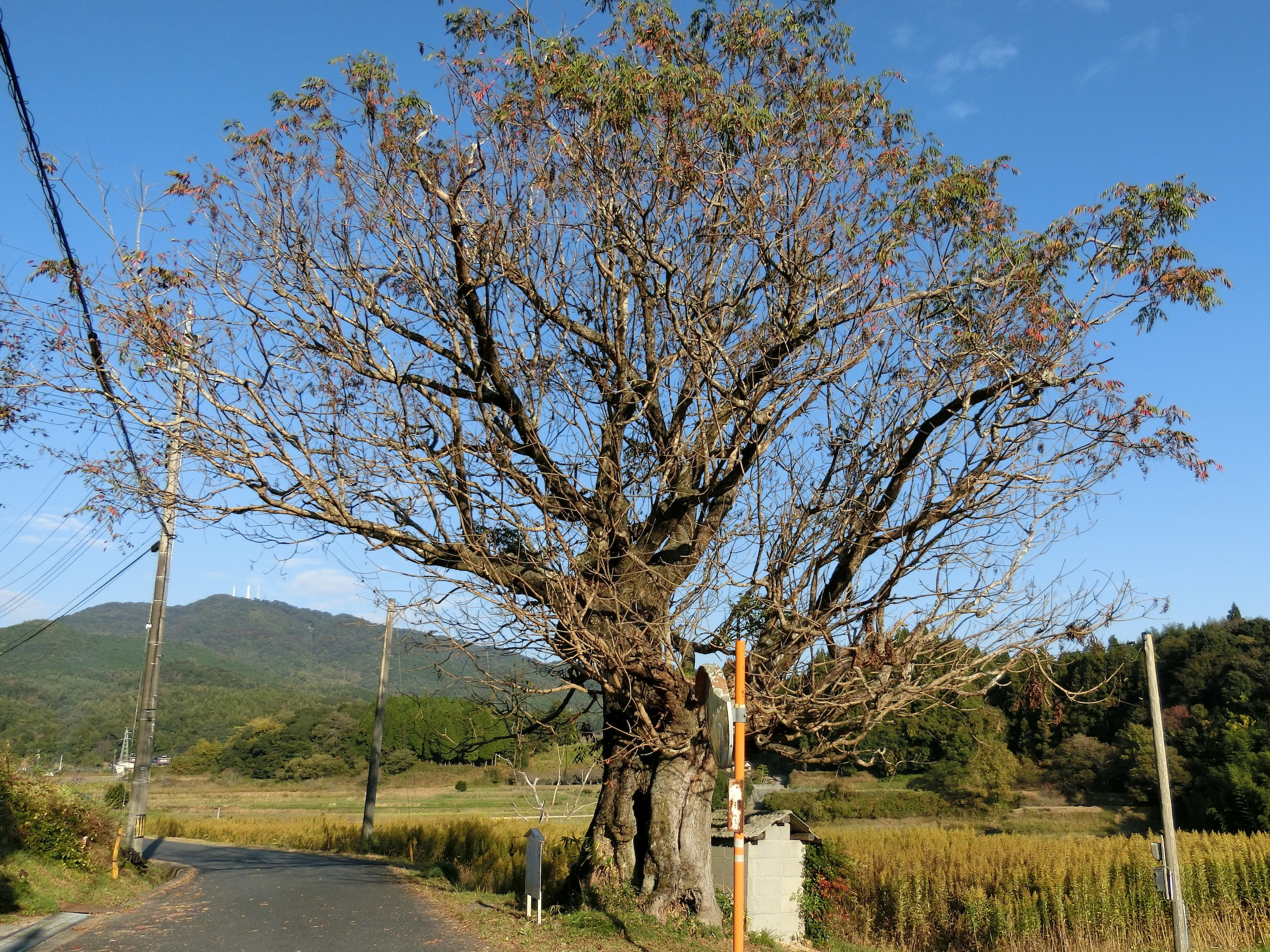
江戸時代に長州藩で蝋を採集されていたハゼノキ（山口県指定天然記念物）

日本への渡来は安土桃山時代末の1591年（天正19年）に筑前の貿易商人 神屋宗湛や島井宗室らによって中国南部から種子が輸入され、当時需要が高まりつつあった蝋燭の蝋を採取する目的で栽培されたのが始まりとされる。他方、大隅国の禰寝重長（1536年 - 1580年）が輸入して初めて栽培させたという説もある。
江戸時代は藩政の財政を支える木蝋の資源植物として、西日本の各藩で盛んに栽培された。その後、江戸時代中期に入って中国から琉球王国を経由して、薩摩藩でも栽培が本格的に広まった。薩摩藩は幕末開国後の1867年（慶応3年）、パリ万国博覧会にはこのハゼノキから採った木蝋（もくろう）を出品している。
広島藩では、1700年代後半から藩有林を請山として貸出し、商人らがハゼノキをウルシノキとともに大規模に植林、製蝋を行っていた記録が残る。今日の本州の山地に見られるハゼノキは、この蝋の採取の目的で栽培されたものの一部が野生化したものとみられている。

## 文化
俳句の世界では秋に美しく紅葉するハゼノキを櫨紅葉（はぜもみじ）とよび秋の季語としている。櫨の実も秋の季語である。
福岡県久留米市の柳坂曽根では、久留米藩が蝋採取のため植えたハゼノキが1.2キロメートルにわたって並木道をなしている。紅葉の名所として11月には「柳坂ハゼ祭り」が開かれ、和蝋燭やハゼの花から採った蜂蜜が販売される